# Фауна Росії

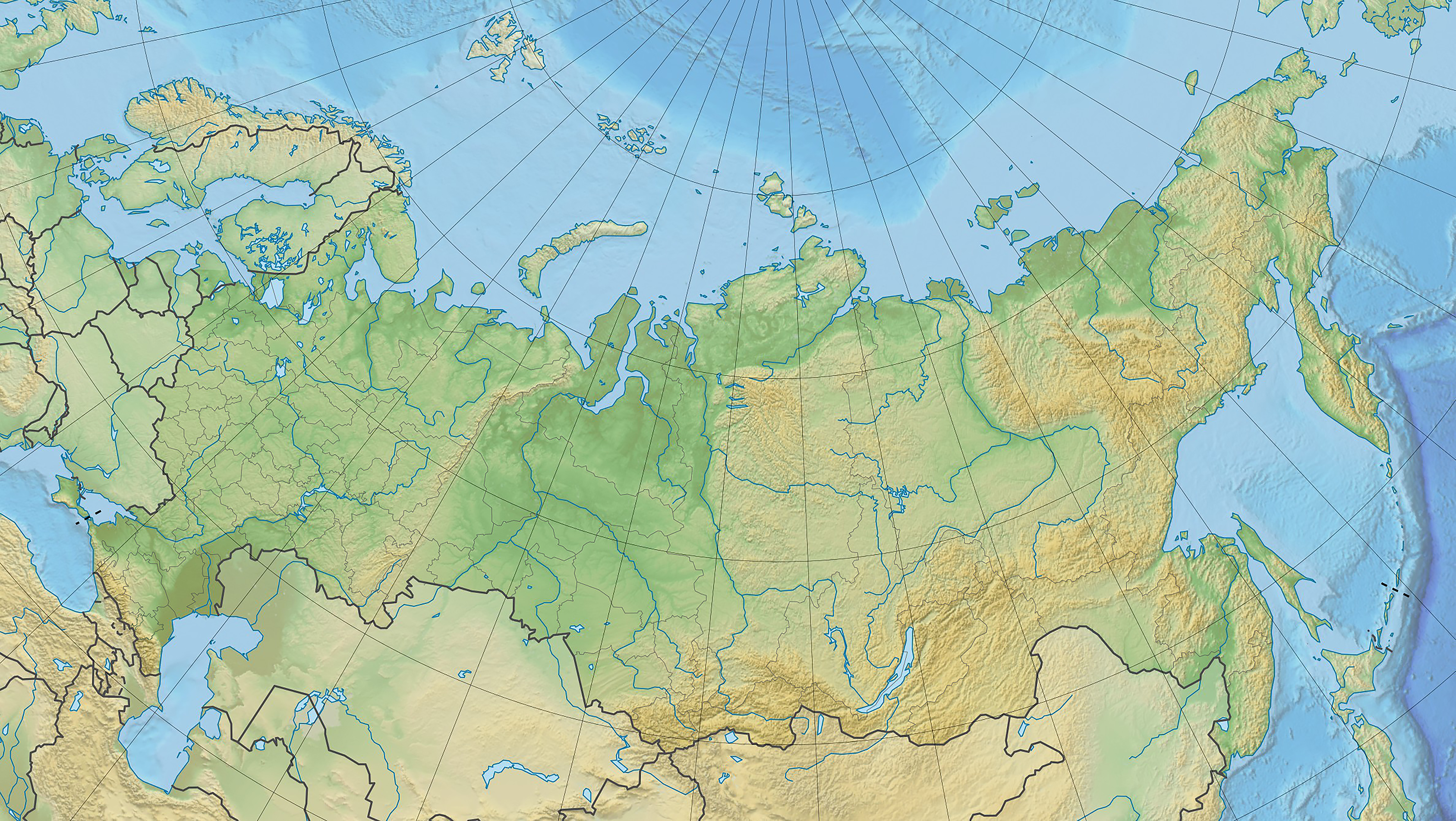
Росія

Тваринний світ Росії (фауна Росії) — це всі представники тваринного світу (Animalia), що мешкають на території Росії. У Росії мешкає близько 150 тисяч видів тварин, що складає близько 9 % всієї фауни світу. Одних тільки хребетних тварин налічується в Росії понад 1300 видів, а комах понад 70 000 видів. Інвентаризація фауни Росії не завершена.

## Різноманітність
Фауна Росії різноманітнішає і багатшає при русі з півночі на південь і від рівнин в гори. Число ендемічних і реліктових видів тварин різко зростає в горах.

### Хребетні
У фауні Росії понад 1300 видів, що становить близько 2,7 % світового різноманіття.
- Ссавці — 320 видів (7 % від світового різноманіття) Список тут →
- Птахи — >730 видів (8 % від світового різноманіття; >515 — гніздяться) Список тут →[3]
- Плазуни — 70 видів Список тут →
- Земноводні — 30 видів (>0,6 %; ендеміків немає) Список тут →
- Риби (прісноводні і прохідні) — 400 видів (але з урахуванням 200-мильної зони мешкає >2900 видів риб)[4], включаючи 269 прісноводних і прохідних видів риб Список тут →
- Круглороті (міноги і міксин) — >8 видів (>40 % від світового різноманіття).

### Безхребетні
Повних даних щодо фауни Росії досі немає, тому різні оцінки варіюють в межах від 106 тис. до 130 тис. видів (10 % світового різноманіття видів).
- Найпростіші — 6500 видів
- Мезозої — 19
- Губки — 350
- Кишковопорожнинні — 450
- Плоскі черви — 1900
- Круглі черви — 2000
- Немертини — 100
- Кільчасті черви — 1000
- Фороніди — 5
- Мохуватки — 500
- Плечоногі — 23
- Молюски — 2000
- Голкошкірі — >280
- Щетинкощелепні — 10
- Погонофори — 19
- Напівхордові — 3
- Членистоногі — 120 000
  - Павукоподібні — 10 000
  - Ракоподібні — 2000
  - Комахи — від 70 000 до 100 000 видів
    - твердокрилі — 22 000
    - перетинчастокрилі — 13 000
    - лускокрилі — 12 000
    - двокрилі — 9000
    - напівтвердокрилі — 2000
    - попелиці — 800
    - прямокрилі — 500
    - сітчастокрилі — 400
    - бабки — 150
    - богомоли — 20

## Зональність розподілу тваринного світу

### Арктичні пустелі
В межах зони арктичних пустель розташовані Земля Франца-Йосипа, Новосибірські острови, острів Врангеля, великі частини Нової Землі і Північної Землі, а також ряд дрібних островів Арктики.
Тваринний світ вкрай бідний — там живуть білі ведмеді, білухи, нарвали, моржі і тюлені. Влітку на скелях — пташині базари. Їх створюють чистики, кайра, гагари.

### Тундра

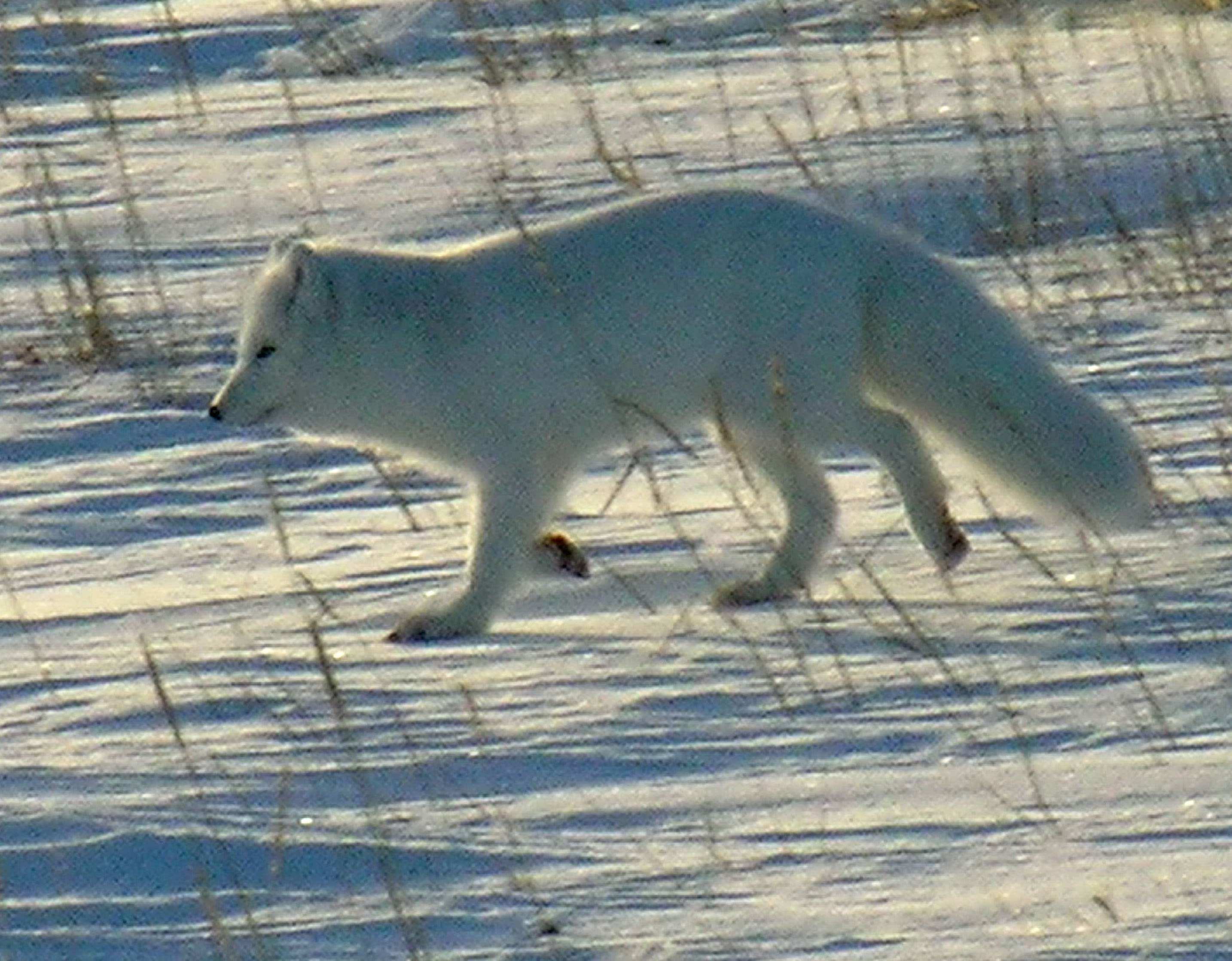
Песець

Зона тундри охоплює близько 10 % території Росії. Крім оленів (які місцеві жителі використовують в господарстві), типовими мешканцями тундри є песець, вівцебик, лемінг, біла сова, куріпка, гагара.
Тваринний світ тундри бідний чисельністю видів. Лише деякі з них пристосувалися до існування в суворих зимових умовах і не залишають тундру цілий рік. Це лемінги, заєць-біляк, песець, вовк, біла куріпка, полярна сова. Північний олень взимку відкочовує в лісотундру, де не такі сильні вітри, тому сніг менш щільний і з-під нього легше добувати ягель.

### Тайга

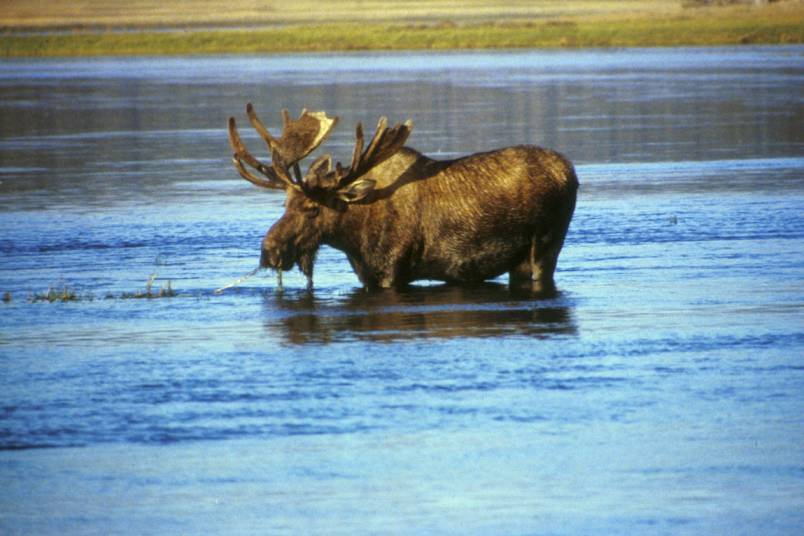
Лось

Тайга — найбільша природна зона Росії, на неї припадає понад 60 % площі держави. У межах тайги широко поширені хутрові звірі — соболь, вивірка звичайна, куниця, горностай, бурундук; мешкають лось, бурий ведмідь, росомаха, вовк, ондатра, рись.

### Змішані і широколистяні ліси
Характерні: сарна, вовк, куниця, лисиця і вивірка звичайна. Багата і своєрідна фауна далекосхідних змішаних лісів — тут мешкають амурський тигр, плямистий олень, єнот уссурійський, маньчжурський заєць, далекосхідний лісовий кіт, фазан, качка-мандаринка та інші; дуже різноманітні комахи.

### Степи
Протяжність степу з півночі на південь в Європейській Росії — близько 200 км. Представники степової фауни відрізняються пристосованістю до посушливого клімату; характерні різні види гризунів (бабак, ховрах та ін.), степовий вовк, лисиця і антилопи (на півдні), манули (в степах і лісостепах Сибіру), степова гадюка, сайгак. Найпоширеніші птиці — степовий орел, боривітер, жайворонок, сіра куріпка; досить рідкісні колись типові для степу дрохви.

### Напівпустелі і пустелі
Ці природні зони займають невелику частину території Росії і розташовані в межах Прикаспійської низовини. Тваринний світ тут пристосований до сухого континентального клімату. Тут живуть тушканчик, корсак, пелікан, черепаха, вухатий їжак; різноманітні змії і ящірки. З птахів наявний жайворонок.

### Серія «Фауна»
- Фауна России и сопредельных стран преимущественно по коллекциям Зоологического музея Имперской (с 1917 — Российской) Академии Наук., 1911—1923.
- Фауна СССР и сопредельных стран преимущественно по коллекциям Зоологического музея (с 1933 — института) Академии Наук СССР., 1929—1933.
- Фауна СССР. Новая серия. — Зоологический институт АН СССР, СПб., 1935—1990.
- Фауна России и сопредельных стран. — Зоологический институт РАН, СПб. 1993— .

#### Серія «Визначники»
- Определители по фауне СССР, издаваемые Зоологическим музеем (с 1933 — институтом) Академии Наук СССР. — Зоологический институт АН СССР, Л., 1927—1990.
- Определители животных, издаваемые Зоологическим институтом Российской Академии наук. — Зоологический институт РАН, СПб. 1991— .